# 马兹罗勒勒萨兰
马兹罗勒勒萨兰（法語：Mazerolles-le-Salin，法語發音：[mazʁɔl lə salɛ̃]）是法国杜省的一个市镇，位于该省西部，属于贝桑松区。

## 地理
马兹罗勒勒萨兰（47°14'26"N, 5°52'9"E）面积4.2 平方千米，位于法国勃艮第-弗朗什-孔泰大區杜省，该省份为法国东部内陆省份，北起上索恩省，西接汝拉省，东部及东南部与瑞士接壤，东北部与贝尔福地区省接壤。
与马兹罗勒勒萨兰接壤的市镇（或旧市镇、城区）包括：欧德、普拉塞、维莱比宗、尚帕涅、拉韦尔奈、舍莫丹和沃。

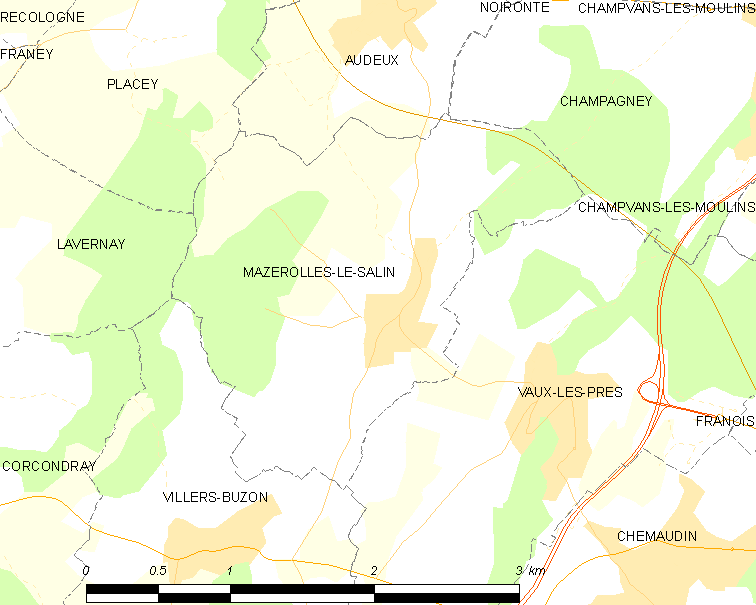
马兹罗勒勒萨兰的OSM定位图

马兹罗勒勒萨兰的时区为UTC+01:00、UTC+02:00（夏令时）。

## 行政
马兹罗勒勒萨兰的邮政编码为25170，INSEE市镇编码为25371。

## 政治
马兹罗勒勒萨兰所属的省级选区为贝桑松第二县。

## 人口

1962-2008年间马兹罗勒勒萨兰人口变化图示

马兹罗勒勒萨兰于2022年1月1日时的人口数量为220人。